# 与島インターチェンジ

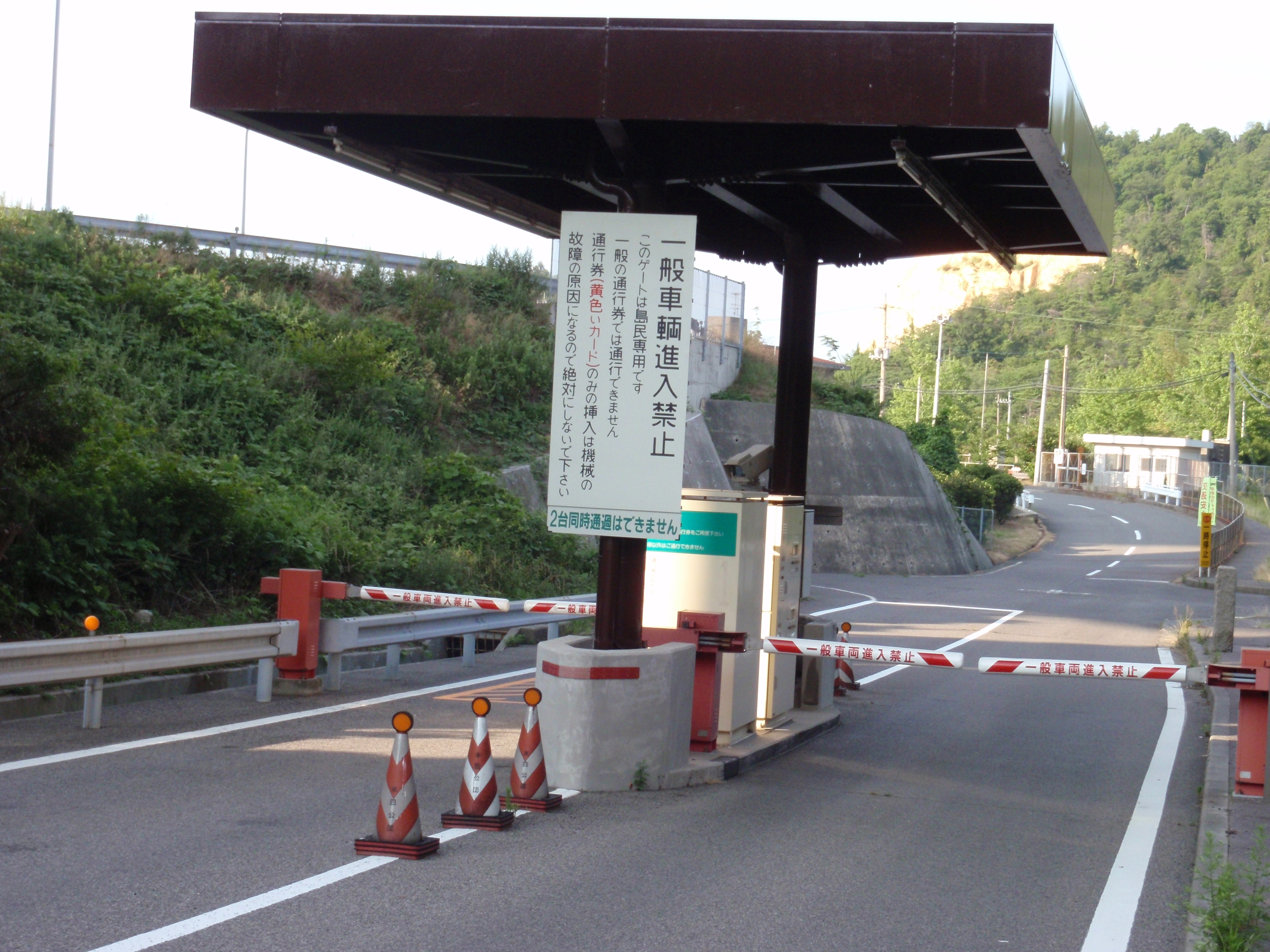
出入口ゲートの出口方向

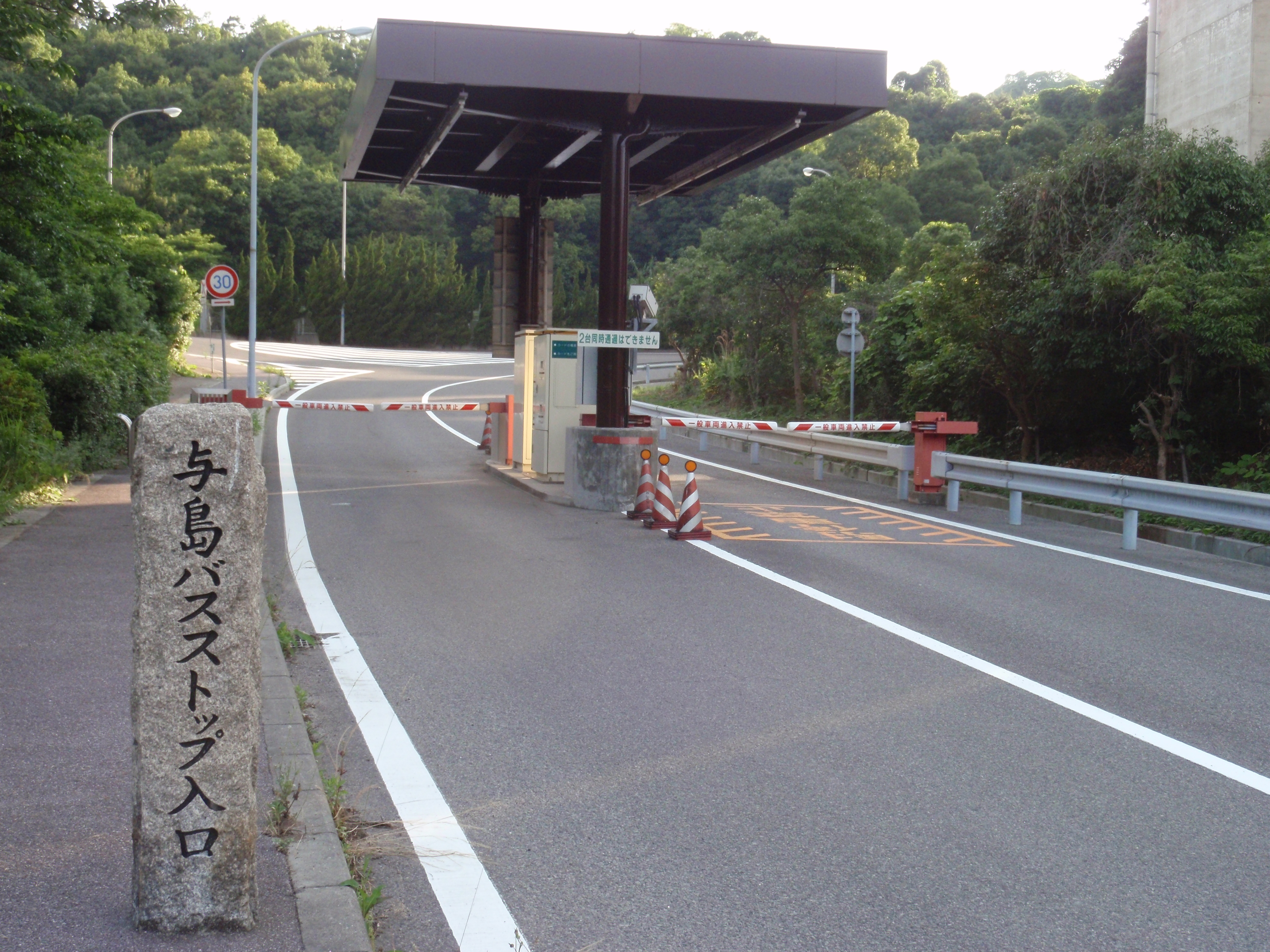
出入口ゲートの入口方向

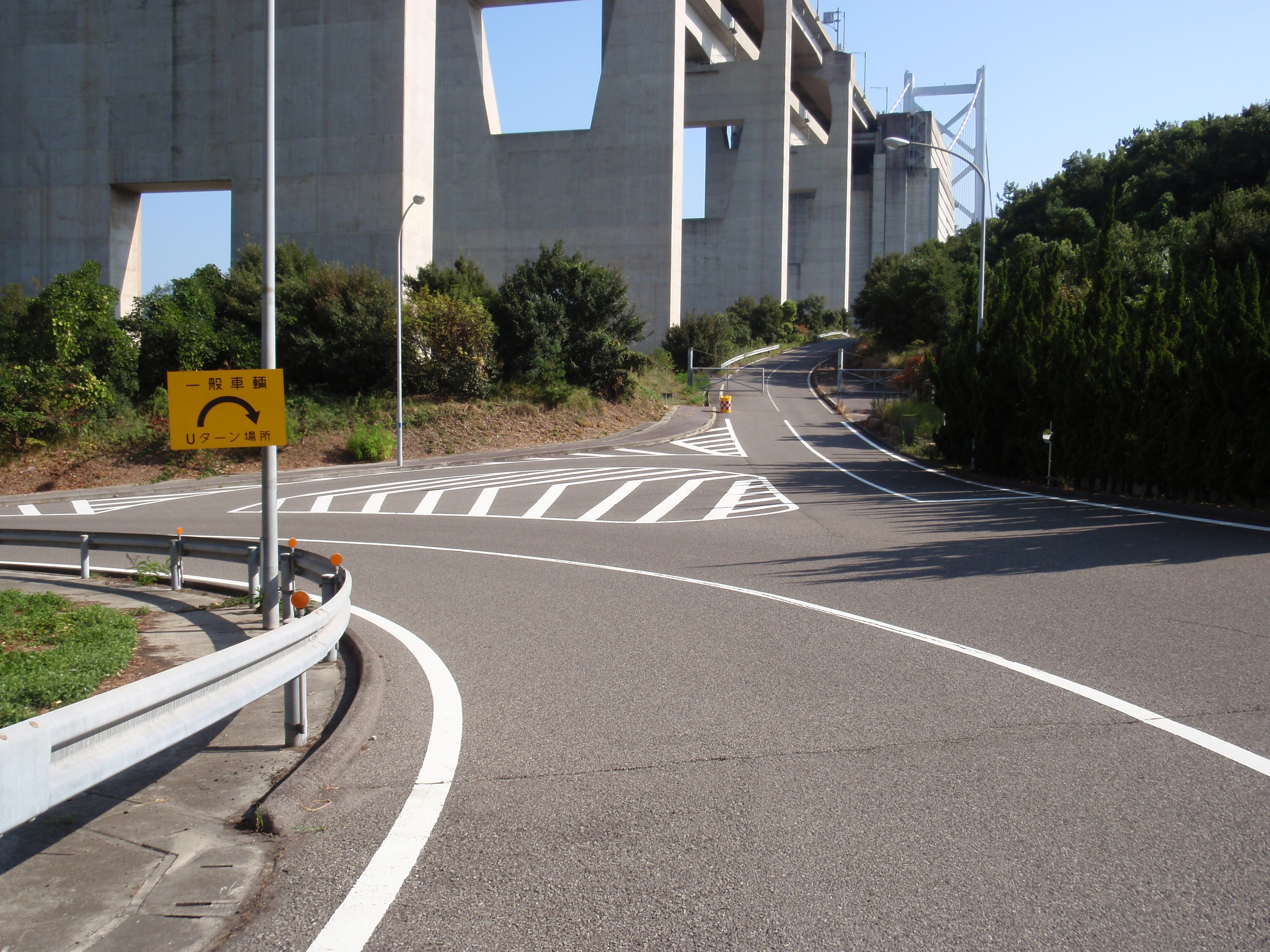
一般車両のUターン場

与島インターチェンジ（よしまインターチェンジ）は、香川県坂出市与島町にある瀬戸中央自動車道のインターチェンジ (IC) であり、与島パーキングエリア（与島PA）に併設されている。
当ICは島民専用であり、利用出来るのは島民および関係者、緊急車両や路線バス、郵便物集配車両などに限られ、一般車両は利用出来ない。なお、路線バスの停留所である与島バスストップは与島PAに併設されている。

## 概要
正式には「与島管理用出入口」と称し、ゲートは無人で出入口ゲート1箇所のみとなっている。入口ゲートには通行券発行機、出口ゲートには精算機がある。ゲートの通過には本州四国連絡高速道路株式会社の発行する別納カード（三島用）が必要である。
また、出入口ゲートの前に一般車両のUターン場が設けられ、誤進入に備えている。

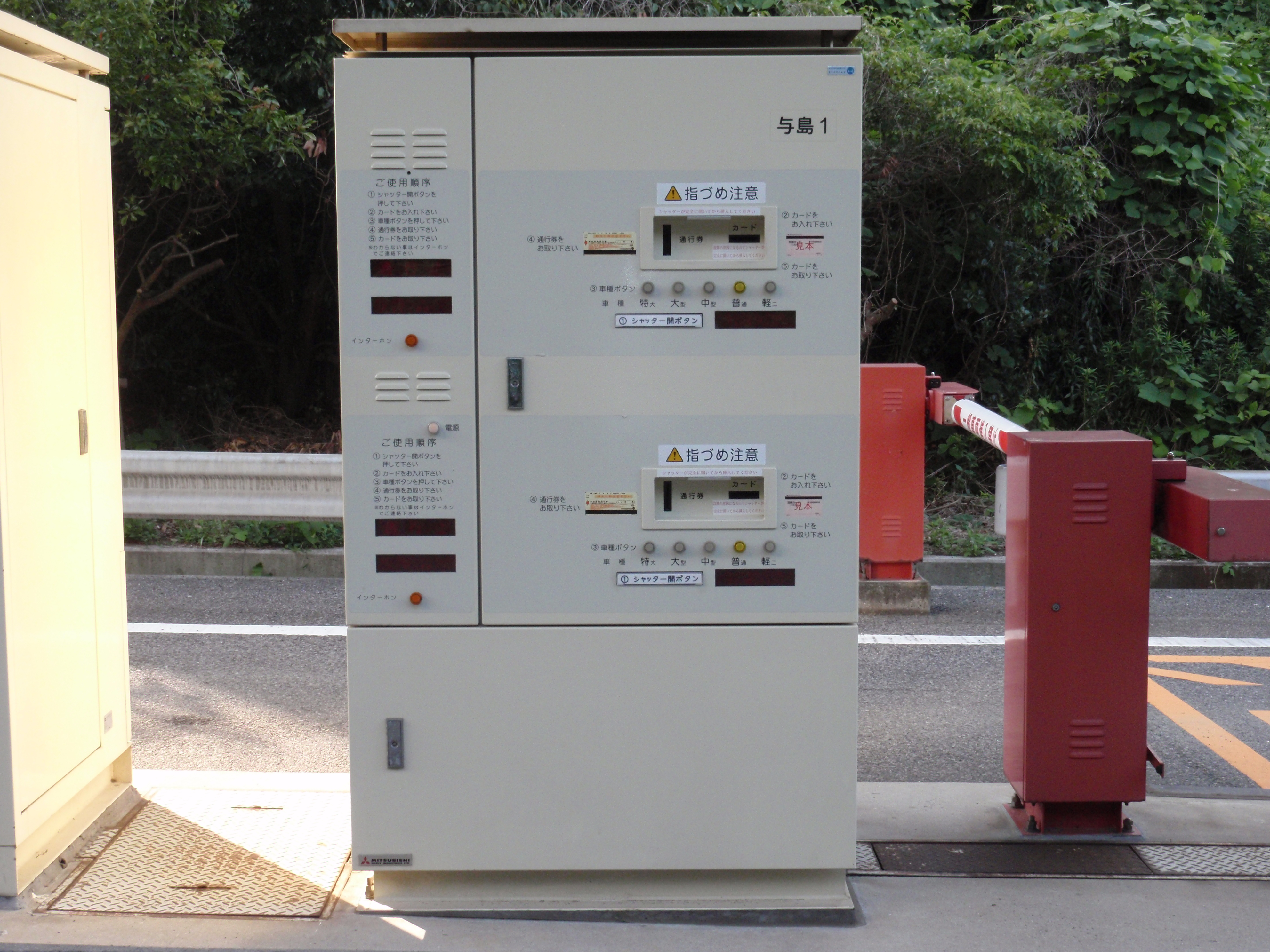
入口ゲートに設置されている通行券発行機
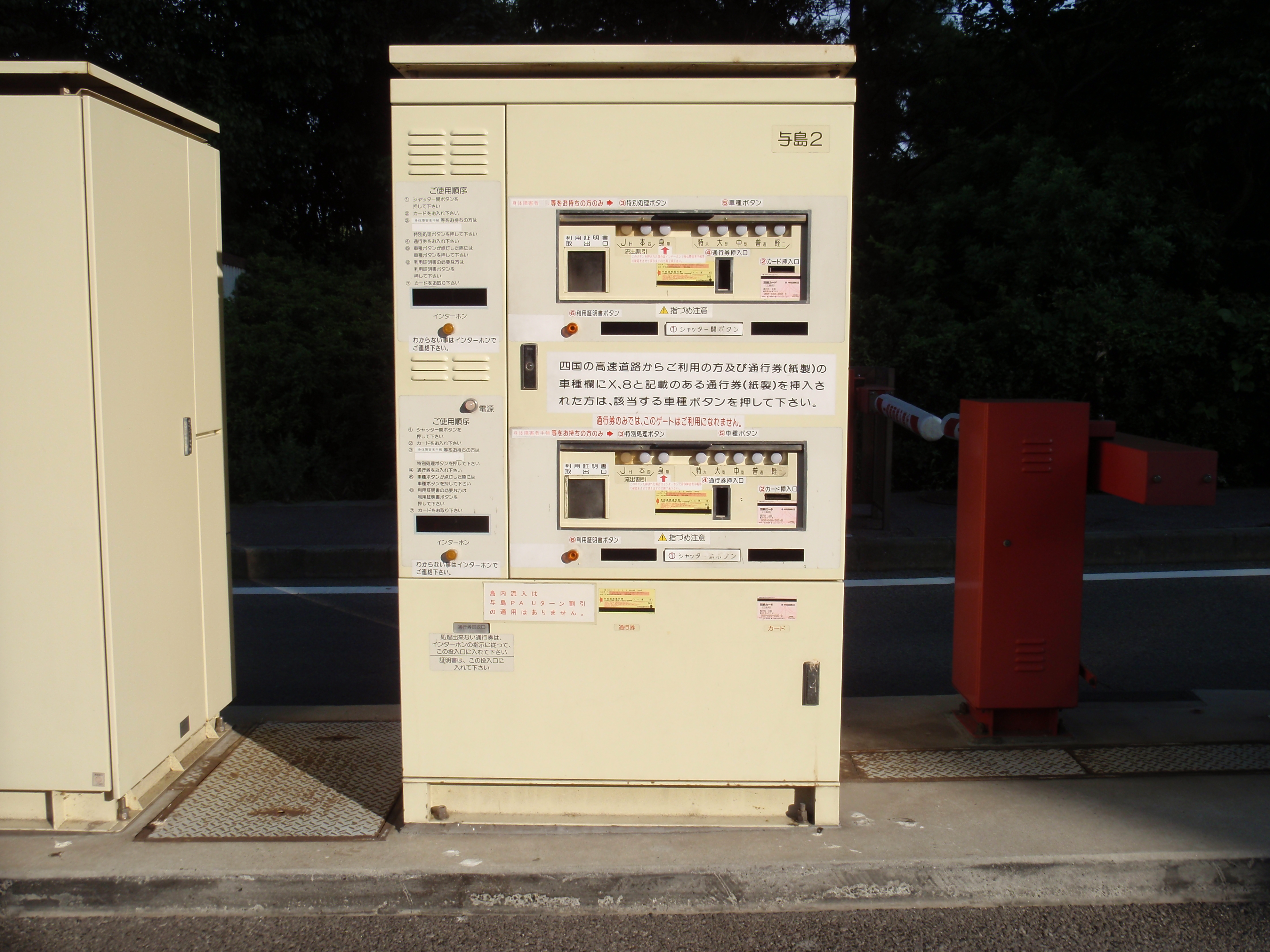
出口ゲートに設置されている精算機

## 接続する道路
- 香川県道274号与島線

## 隣
E30 瀬戸中央自動車道
(3)児島IC - 鷲羽山北BS - 櫃石島IC - 岩黒島IC - 与島IC/PA - (4)坂出北IC
- 櫃石島IC、岩黒島IC、与島ICは島民および緊急車両や路線バス、郵便物集配車両などが利用できるICである。
- 一般車両は坂出TB/IC方面の坂出北ICまで乗り降りができない。